# Thibaut d'Amiens
Thibaut d'Amiens  est un archevêque de Rouen (1222-1229).     

## Biographie
Thibaut serait le fils de Humeline d'Amiens, même si la Gallia le dit natif de Falaise. Il pourrait être Thibaud, prévôt de la cathédrale d'Amiens (1196-1222) ou un des Thibaut qui détient l'archidiaconé d'Amiens dans ces années. Chanoine à partir de 1199, il devient trésorier de Rouen en 1211.
À la mort de Robert Poulain en 1221, le chapitre de la cathédrale élit plusieurs personnes pour le poste vacant parmi lesquels le chanoine Thomas et le chancelier. Le pape Honorius III casse les élections et demande à procéder de nouveau au vote. Thibaud est élu le 5 mars 1222. Toutefois une commission, composée de Gervais, évêque de Sées, Henri, grand archidiacre de Reims et Jean, doyen d'Amiens, est nommée par le pape pour enquêter sur l'élection et vérifier que Thibaut n'est pas lépreux. Il est sacré archevêque de Rouen le 4 septembre 1222 et reçoit le pallium le 29 janvier 1223.
Les Frères prêcheurs, arrivés à Rouen en 1220/1224, c'est dans la propriété de Thibaut, le Manoir de Saint-Mathieu sur la rive gauche de la Seine, dans le faubourg Saint-Sever, qu'ils trouvent refuge.
Guillaume le Breton dit qu'il assiste aux funérailles du roi Philippe Auguste. Il dit de lui qu'il est un homme sévère et inexorable.
Il bénit le 28 juillet 1223 Henri de Saint-Léger, nouvel abbé du Bec et sacre le 17 août Richard de Saint-Léger, ancien abbé du Bec devenu évêque d'Évreux. Le 4 décembre 1227, Thibaut est le commissaire apostolique à Rome concernant la canonisation de Laurent O’Toole († 1180), archevêque de Dublin. Il participe à son élévation le 6 ou 10 mai 1226 à Eu où son corps se trouve conservé, en présence de Geoffroy, évêque d'Amiens, originaire d'Eu.
Il assiste en 1226 au concile de Bourges, sans connaître la position qu'il défend face à la demande d'une décime par le roi pour financer la croisade contre les Albigeois.
Il meurt le 25 septembre 1229.